# Кавказский бородатый козёл
Кавказский бородатый козёл (также кавказский безоаровый козёл; лат. Capra aegagrus aegagrus) — парнокопытное млекопитающее из семейства полорогих (Bovidae). Номинальный подвид безоарового козла, обитающий в горных лесных районах Кавказа и в горах Загрос.

## Внешний вид и строение
Кавказский бородатый козёл весит около 60 кг, известен размером своих рогов; у него самые длинные в мире рога по отношению к размерам тела, их высота может превышать 1,4 м, а в южных и восточных пустынных местообитаниях рога этих козлов обычно меньше на 30 процентов. Самки немного мельче, и их рога обычно вырастают до 0,2 м. Летняя шерсть у самцов темно-коричневая, у самок — более красновато-золотистая, а зимой у обоих полов шерсть становится серой. У обоих полов также есть пучок волос, идущий от подбородка. У этих зверей есть черная полоса от позвоночника, которая проходит через плечо, конечности и шею. Эта полоса темнеет в брачный период.

## Распространение и среда обитания
На Большом Кавказе кавказский безоаровый козёл распространен от верховьев реки Аргун в Грузии до Чечни, в бассейнах рек Анди-Койсу и Авар-Койсу в Дагестане и Тушети до верховий реки Джурмут. На Малом Кавказе встречается в горных хребтах Азербайджана и Армении, включая Зангезурские горы, Мегринский, Мровдагский, Карабахский и Делидагский хребты. В Иране он широко распространен и обитает в каменистой местности, горных районах, на скалах вдоль побережья моря, в лиственных лесах и в некоторых районах пустыни Дашт-э-Кавир. В Ираке встречается в горах Загрос вдоль границ с Турцией и Ираном.

### Интродукция
Кавказский безоаровый козёл — один из прародителей домашних коз. Считается, что дикие козы были одомашнены по крайней мере за 10 000 лет назад. В Соединенных Штатах кавказские бородатые козлы были завезены в горы Флориды в Нью-Мексико в 1970 году. Первоначально из Ирана было импортировано только 15 особей, но в 1974 году было выпущено еще 27 животных.

## Гибриды
Известны гибриды кавказского безоарового козла и домашней козы. Встречается в нескольких местах одного района Турции и в некоторых из этих районов пересекает ареалы с кавказским бородатым козлом. Гибриды, как правило, очень похожи на кавказского безоарового козла, но имеют гораздо более длинные, гибкие уши и более длинную шерсть.